# Ecthyma
Ecthyma is een bacteriële huidinfectie. Het wordt gekenmerkt door een enkele mm diep ulcus met 'uitgeponst' aspect, soms omgeven door zwarte, necrotische (dode) korsten van 0,5 tot 3 cm doorsnee, omgeven door een rode rand, maximaal 10 laesies. Meestal wordt het veroorzaakt door een infectie met streptococcus pyogenes. Ecthymata treden vaak aan de benen op en zijn pijnlijk. Het ziektebeeld is te vergelijken met krentenbaard, maar gaat dieper en veroorzaakt meer necrose. Een penicilline-antibioticum, bijvoorbeeld penicilline G of feniticilline is voldoende werkzaam tegen streptokokken.

## Varianten
- Ecthyma gangraenosum: precies dezelfde huidafwijkingen kunnen ook optreden in het kader van een sepsis met pseudomonas aeruginosa. Dergelijke patiënten hebben echter al tevoren een slechte afweer, en zijn, anders dan bij gewone ecthyma, ernstig ziek.
- Ecthyma contagiosum (ecthyma infectiosum, ziekte van Orf): ecthyma-achtige (maar minder necrotische) huidlaesies, veroorzaakt door een virusinfectie, die bij schapen bekschurft veroorzaakt.